# Джеймс Вілсон (персонаж)
Доктор Джеймс Еван Вілсон (англ. Robert Sean Leonard) — персонаж американського телесеріалу «Доктор Хаус».
За словами виконавця ролі Вілсона, Роберта Шона Леонарда, його персонаж спочатку планувався як помічник Ґреґорі Хауса в його медичних розслідуваннях, як доктор Ватсон був помічником Шерлока Холмса, але після початку серіалу роль «помічників» розподілили між собою члени команди Хауса.

## Біографія
Джеймс Вілсон і його два брати народилися в єврейській сім'ї. Медичну освіту він здобув в університеті Макгілла в Монреалі Колумбійському та Пенсильванському університеті.
Вілсон мав три шлюби, кожен з яких завершився крахом. Після розставання з останньою дружиною, він кілька разів змінював місце проживання (тимчасово мешкав у квартирі Хауса, готелі та у своєї подруги) поки не став зустрічатися з Ембер Волакіс (лікарем-радіологом, яку Хаус звільнив зі своєї команди в 4-му сезоні серіалу) і переїхав до її квартири.

## Історія
Вперше Вілсон з'являється в пілотній серії, коли доповідає про пацієнта Хаусу. Вілсон — єдиний справжній друг Хауса, по ходу дій він часто допомагає Хаусу своїми консультаціями й допомогою. Вілсон є головою департаменту онкології в лікарні Принстон-Плейсборо.
У першій серії виявляється, що Вілсон — єврей. Інше посилання до його релігії дається, коли Вілсон запрошує Хауса на ханукальну вечерю. В епізоді «Історії» стає ясно, що у Вілсона є два брати, один з них — бомж. Вілсон не бачив його дев'ять років.
В епізоді «Хаус проти Бога» Вілсон з'являється в спортивній футболці Макгільского Університету. На одній з промофотографій можна розгледіти дипломи на стіні його офісу: диплом Вищих Курсів Мистецтв і Наук Макгілльского Університету і диплом Курсів Онкології Колумбійського Університету. Крім того, два дипломи на його стіні вказують на те, що він відвідував наукові збіги Університету Пенсильванія.
На рахунку Вілсона три невдалих шлюби. Третій сезон повертає нас до його другої дружини Бонні, яка працює агентом з продажу нерухомості. Його третій шлюб з Джулі протікає впродовж першого і другого сезонів. Цей шлюб розвалюється після того, як Вілсон викриває дружину в зраді. Але й він сам не без гріха. Вілсон розповідає Хаусу, що знає ще когось, з ким йому «цікаво, добре», але що він «не захотів дати волю цьому почуттю», визнаючи за собою чимало уявних зрад і провину за руйнування всіх своїх відносин.
Після розпаду третього шлюбу, Вілсон тимчасово переїздить у квартиру до Хауса. В епізоді «Безпека» Хаус пояснює Вілсону, чому той не хоче шукати нову квартиру: «Поки ти тут, це тільки сварка. Коли ти знайдеш місце — це вже розлучення». Кілька епізодів пізніше Вілсон з'їжджає, кажучи другу, що знайшов іншу квартиру, попри різні спроби Хауса затримати Вілсона у себе.

## Вілсон і Хаус
Вілсон знав Хауса до інфаркту, що відбувся приблизно за п'ять років до того, як починається шоу. Він познайомився з Хаусом незабаром після закінчення інституту під час медичної конференції в Новому Орлеані, коли Вілсон кинув у барі пляшку в дзеркало і був заарештований, а Хаус вніс за нього заставу.
Дружба Вілсона й Хауса багато в чому заснована на притяганні протилежностей. Товариський і відкритий Вілсон зовсім не схожий на замкнутого й грубого Хауса.
Імовірно з цієї ж причини Вілсона приваблює «Нещадне Стерво» Ембер, жіночий варіант Хауса, що абсолютно не схожа на інших його жінок. За словами Хауса, Вілсона звичайно притягує жалість і бажання «вилікувати» їх (однією з коханок Вілсона була його пацієнтка, хвора раком), і після того, як йому це вдається, він перший втрачає до них інтерес і починає зраджувати.
На противагу неохайному Хаусу, Вілсон завжди носить медичний халат, на ліву кишеню якого надітий протектор для олівців і ручок. На роботі його зазвичай можна побачити у костюмі з краваткою, але в неофіційній обставі він носить светр.
Робота Вілсона часто буває пов'язана зі смертю пацієнтів, і він завжди готовий до співчуття. Вілсон рідко допомагає Хаусу в розслідуванні, але Хаус іноді звертається до нього, коли потрібно умовити пацієнта або його рідних прийняти запропоноване лікування.
Вілсон завжди намагається допомогти й виправдати Хауса навіть у найкритичнішій ситуації, хоча Хаус постійно жартує і знущається з нього. Щоб захистити Хауса він готовий навіть втратити свою роботу.
Але Вілсон не завжди покірливо виносить жарти Хауса і цілком може, наприклад, підпиляти його тростину. Намагаючись «виправити» Хауса він часто діє нишком, скидаючи головну роботу на Кадді.
І попри те що Вілсон постійно читає Хаусу нотації, доводячи його до сказу, його власне життя теж далеке від ідеального, і він навіть таємно хворіє на клінічну депресію.

## Факти
- Найкращий друг Хауса
- Шульга
- Дядько Вілсона помер від раку
- Справляє Хануку
- Любить кінокласику (у нього в кабінеті висять плакати з фільмів «Друк Зла» Орсона Веллса і плакат з фільму Хічкока)
- Вчить іспанську за допомогою теленовели «El Fuego Del Amor»
- Їздить на Volvo S80
- Любить джаз
- Не любить обговорювати цифри/статистику
- У Вілсона I група крові